# Echinophyllia aspera
Echinophyllia aspera là một loài san hô trong họ Pectiniidae. Loài này được Ellis and Solander mô tả khoa học năm 1788.